# Mknod
mknod – program służący do tworzenia plików specjalnych: urządzeń blokowych lub znakowych. Program mknod nie znajduje się na liście programów systemowych w specyfikacji IEEE Std 1003.1 systemu Unix, zawarty jest natomiast w pakiecie GNU Coreutils, co jest powodem tego że jest on dostępny w większości dystrybucji Linuksa.

## Składnia
```
mknod [OPCJE]... NAZWA TYP [MAJOR MINOR]

```

## Opis
Program tworzy plik specjalny NAZWA typu TYP. Opcje MAJOR i MINOR muszą być użyte jeżeli TYP pliku to: b, c lub u natomiast pominięte kiedy TYP to: p.
Opcje wywołania:
| -m, --mode=MODE | atrybuty określające uprawnienia dostępu do pliku       |
| --help          | wypisuje komunikat pomocy i kończy pracę programu mknod |
| --version       | wypisuje wersję programu                                |

Typy urządzeń (parametr TYP):
| b    | Plik reprezentujący urządzenie blokowe |
| c, u | Plik reprezentujący urządzenie znakowe |
| p    | Nazwany potok (FIFO)                   |